# 陳邦脩
陳邦脩（1507年—？），字德卿，號虛峰，廣西桂林府全州人，民籍，明朝政治人物。

## 生平
嘉靖十年（1531年）辛卯科廣西鄉試第三名舉人，十四年（1535年）中式乙未科會試第二百九十一名，三甲第一百七十九名進士。授行人司行人，十八年（1539年）十一月升刑科給事中，二十二年（1543年）十月升戶科右給事中，二十三年（1544年）二月升刑科左給事中，二十四年（1545年）四月升工科都給事中，三十四年（1555年）五月升南京太僕寺卿，三十五年（1556年）三月考察閒住。

## 家族
曾祖陳朴，贈工部右侍郎；祖父陳表，封通政使司左通政，贈工部右侍郎；伯父陳琬，工部右侍郎；父陳瑛。母郭氏。慈侍下。從兄陳邦傑（府通判）、陳邦俊（府經歷）、陳邦伊（訓導）、陳邦偉、陳邦仕、陳邦儒（弘治十一年舉人）、陳邦傅（弘治十一年舉人）、陳邦俸（弘治十四年舉人）、陳邦儲、陳邦佑、陳邦倚、陳邦信、陳邦偁（正德九年進士）、陳邦侃、陳邦伋、陳邦儼。